# 焦新安
焦新安（1964年11月—），江苏扬州人，汉族，中国共产党党员。中华人民共和国政治人物、第十三届全国人民代表大会江苏地区代表，现任中共扬州大学党委书记。

## 生平
2018年2月24日，当选为第十三届全国人大代表。